# 489.
◄ | 4. stoljeće | 5. stoljeće | 6. stoljeće | ►
◄ | 450-ih | 460-ih | 470-ih | 480-ih | 490-ih | 500-ih | 510-ih | ►
◄◄ | ◄ | 486. | 487. | 488. | 489. | 490. | 491. | 492. | ► | ►►
Astronomija • Književnost • Kršćanstvo • Pravo • Promet

## Događaji
- 18. ožujka – Germanski knez Odoakar daruje rimski posjed na Mljetu prijatelju Pierusu.

## Vanjske poveznice
|  | Zajednički poslužitelj ima još gradiva o temi 489. |